# Неравенство Богомолова — Миаоки — Яу
Неравенство Богомолова — Миаоки — Яу — это неравенство 
{\displaystyle c_{1}^{2}\leqslant 3c_{2}}
между числами Чжэня компактных комплексных поверхностей общего вида. Главный интерес в этом неравенстве — возможность ограничить возможные топологические типы рассматриваемого вещественного 4-многообразия. Неравенство доказали независимо Яу и Миаоки, после того как Ван де Вен и Фёдор Богомоловдоказали более слабые версии неравенства с константами 8 и 4 вместо 3.
Борель и Хирцебрух показали, что неравенство нельзя улучшить, найдя бесконечно много случаев, в которых выполняется равенство. Неравенство неверно для положительных характеристик — Ленг и Истон привели примеры поверхностей с характеристикой p, такие как обобщённая поверхность Рейно, для которых неравенство не выполняется.

## Формулировка неравенства
Обычно неравенство Богомолова — Миаоки — Яу формулируется следующим образом.
Пусть X — компактная комплексная поверхность общего типа, и пусть {\displaystyle c_{1}=c_{1}(X)} и {\displaystyle c_{2}=c_{2}(X)} — первый и второй класс Чжэня комплексного касательного расслоения поверхности.  Тогда
{\displaystyle c_{1}^{2}\leqslant 3c_{2}.}
Более того, если выполняется равенство, то X является фактором шара. Последнее утверждение является следствием подхода Яу в дифференциальной геометрии, который основывается на его разрешении гипотезы Калаби.
Поскольку {\displaystyle c_{2}(X)=e(X)} является топологической характеристикой Эйлера, а по теореме о сигнатуре Тома — Хирцебруха
{\displaystyle c_{1}^{2}(X)=2e(X)+3\sigma (X)}, где {\displaystyle \sigma (X)} является сигнатурой формы пересечений на второй когомологии, неравенство Богомолова — Миаоки — Яу можно переписать как ограничение на топологический тип поверхности общего вида:
{\displaystyle \sigma (X)\leqslant {\frac {1}{3}}e(X),}
и более того, если {\displaystyle \sigma (X)=(1/3)e(X)}, универсальное покрытие является шаром.
Вместе с неравенством Нётера неравенство Богомолова — Миаоки — Яу устанавливает границы при поиске комплексных поверхностей. Рассмотрение топологических типов, которые могут быть реализованы как комплексные поверхности, называется географией поверхностей. См. статью Поверхности общего типа.

## Поверхности сc12= 3c2
Пусть X — поверхность общего типа с {\displaystyle c_{1}^{2}=3c_{2}}, так что в неравенстве Богомолова — Миаоки — Яу имеет место равенство. Для таких поверхностей Яу доказал, что X изоморфно фактору единичного шара в {\displaystyle {\mathbb {C} }^{2}} по бесконечной дискретной группе. Примеры поверхностей, для которых выполняется равенство, найти трудно.  Борель показал, что существует бесконечно много значений {\displaystyle c_{1}^{2}=3c_{2}}, для которых поверхности существуют. Мамфорд нашёл ложную проективная плоскость с {\displaystyle c_{1}^{2}=3c_{2}=9}, которая имеет минимальное возможное значение, поскольку {\displaystyle c_{1}^{2}+c_{2}} всегда делится на 12, а Прасад и Йен, а также Картрайт и Стегер показали, что существует ровно 50 ложных проективных поверхностей.
Бартель, Хирцебрух и Хёфер дали метод поиска примеров, который, в частности, даёт поверхности X с {\displaystyle c_{1}^{2}=3c_{2}=3^{2}5^{4}}.
Исида нашёл фактор такой поверхности с {\displaystyle c_{1}^{2}=3c_{2}=45} и если взять неразветвлённые покрытия этого фактора, получим примеры с {\displaystyle c_{1}^{2}=3c_{2}=45} для любого положительного k.
Картрайт и Стегер  нашли примеры с {\displaystyle c_{1}^{2}=3c_{2}=9n} для любого положительного целого n.